# فينوس إكسبرس
فينوس إكسبريس (بالإنجليزية: Venus Express)‏ هي أول مهمة لوكالة الفضاء الأوروبية لاستكشاف كوكب الزهرة، تم إطلاقها في 9 نوفمبر 2005 من قاعدة بايكونور الفضائية في كازاخستان.

## الرحلة
دخل مسبار وكالة الفضاء الأوروبية، مصور الزهرة، إلى المدار بنجاح يوم الثلاثاء 11 أبريل 2006، .
في الساعة 07:17 بتوقيت جرينتش، أدار مراقبوا المهمة المحرك الأساسي لمسبار مصور الزهرة، وذلك لمساعدته على إبطاء سرعته لدخول مدار كوكب الزهرة. حسب خطة وكالة الفضاء الأوروبية، فإن مصور الزهرة سيَقضي 684 يوماً، يومين بحساب مدار كوكب الزهرة.

## مهام
تتمثل الأهداف الأساسية لهذه الرحلة العالية التكاليف، في إجراء بحوث على مساحة كوكب الزهرة وأيضاً بحث تأثيرات الإشعاعات الشمسية على هذا الكوكب. ويعد استكشاف الغلاف الجوي لكوكب الزهرة الذي يعتبر فريداً في النظام الشمسي. واجه مشاكل في مايو 2006 وتوقف عن العمل على الرغم من محاولات الوكالة لاستعادة عمله لكن دون جدوى. في 12 يوليو 2006 ذكرت وكالة الفضاء الأوروبية أن المسبار قد أنهى جميع مراحل اختبار أجهزة الاتصال وجاهز للقيام بالعمليات الرسمية المقررة له.
واحد من أجهزة الرصد توقف عن العمل، يُعرف باسم "PFS"، وقد صُمم من أجل قياس سطح الكوكب ودرجة الحرارة الجوية، إضافة إلى متابعة النشاط البركاني على الزهرة.